# ارنست گرونلوند
ارنست گرونلوند (فنلاندی: Ernst Grönlund; ۱۸ دسامبر ۱۹۰۲ – ۱۳ فوریهٔ ۱۹۶۸) بازیکن فوتبال اهل فنلاند بود.
از باشگاه‌هایی که در آن بازی کرده‌است می‌توان به باشگاه فوتبال اچ‌آی‌اف‌کی اشاره کرد.